# Burg Altentrüdingen
Die Burg Altentrüdingen ist eine abgegangene mittelalterliche Burganlage anstelle der Ortskirche in Altentrüdingen, einem Gemeindeteil der Stadt Wassertrüdingen im Landkreis Ansbach in Bayern.
Altentrüdingen war der ursprüngliche Sitz der 1129 erstmals genannten Edelfreien von Truhendingen, welche als Vasallen des Bistums Eichstätt die Vogtei über die dortigen Güter des Klosters Solnhofen ausübten. In der Folge ließen sie ihren Stammsitz in Altentrüdingen von Ministerialen verwalten. Die Herren von Truhendingen verkauften ihren Besitz in Altentrüdingen offenbar noch im 12. Jh. an die Grafen von Oettingen-Wallerstein und verlagerten ihren Sitz auf die Burg Hohentrüdingen südwestlich von Heidenheim. 1371 errichtete der öttingische Kämmerer und Dekan von Lentersheim Franziskus Ainkurn eine Kirche anstelle der zerfallenden Burg.
Die Burgstelle ist heute durch die von dem Wassertrüdinger Baumeister Johann David Steingruber 1773 unter Einbeziehung mittelalterlicher Bauteile einer Vorgängerkirche errichtete Markgrafenkirche (Evangelisch-lutherische Pfarrkirche) überbaut. Das Burgareal zeichnet sich heute als rundliches Plateau von ca. 60 m Durchmesser ab, Reste der Burg sind nicht mehr vorhanden.